# Zapadlisko przedarakańskie
Zapadlisko przedarakańskie – jednostka geologiczna typu fałdowego (pasmo fałdowe) na Półwyspie Indochińskim, zachodnia część pasma fałdowego Birmy.
Zapadlisko przedarakańskie ma ogólny przebieg południkowy. Od zachodu graniczy z zapadliskiem bengalskim, a od wschodu ze zrębem arakańskim.
Obejmuje część Birmy, zachodnią część Półwyspu Indochińskiego i Półwyspu Malajskiego, oraz wyspy Andamany i Nikobary.
Zbudowane jest z młodych osadów – paleogenu, neogenu i czwartorzędu. Na północy są one pochodzenia lądowego, a na południu morskiego. W dolnej części są to osady drobnodetrytyczne, w górnej (pliocen i czwartorzęd) – grubodetrytyczne. Miąższość osadów sięga 15 km. We wschodniej części zapadliska są one silnie sfałdowane.